# Synothele rubripes
Synothele rubripes là một loài nhện trong họ Barychelidae. Loài này phân bố ờ Tây Úc.